# Куштіряково
Куштіря́ково (рос. Куштиряково, башк. Ҡуштирәк) — село у складі Бакалинського району Башкортостану, Росія. Адміністративний центр Куштіряковської сільської ради.
Населення — 345 осіб (2010; 422 у 2002).
Національний склад:
- татари — 58 %
- башкири — 29 %